# Edifici d'habitatges al carrer Freneria, 14 (Barcelona)
L'Edifici d'habitatges al carrer Freneria, 14 de Barcelona està catalogat com a bé cultural d'interès local.

## Història i descripció
Consta com a mínim dos cossos indiferenciats, originàriament independents i units possiblement al segle xviii, moment en què es van obrir diverses de les obertures exteriors. L'element unificador de les dues façanes és l'estucat amb especejament corregut imitant carreus que cobreix el parament excepte a l'emmarcament de les obertures, fet amb carreus de pedra.
A la baixada de Santa Clara, hi ha un petit tram de planta baixa, quatre pisos i àtic, amb coberta plana transitable. La façana presenta dos eixos verticals d'obertures d'alçades decreixents. Al principal, situat al costat dret, hi ha un portal a la planta baixa, tres balcons ampitats amb baranes de ferro forjat, i una finestra a la planta superior. A l'altre eix s'observen tres finestres emmarcades per carreus de pedra.
L'altre cos, de la mateixa alçada però amb una planta menys, s'ubica a la cantonada amb la mateixa alçada que l'altre, però en aquest cas es compon de planta baixa, tres pisos i una àtic amb terrassa enretirat de la línia de façana. En aquest cos, afrontat a la baixada de Santa Clara, hi ha el petit portal d'entrada. Originàriament, estava dividit en dues parts: una estava alineada amb el carrer de la Freneria i l'altra per una volada al mateix carrer. El voladís de la primera planta està sostingut per un embigat dalt una gran jàssera de fusta sustentada per tres pilars octogonals, que podrien ser obra del darrer gòtic. Damunt d'aquesta primera planta torna a formar-se un nou voladís que arriba fins al tercer pis. Posteriorment, el porxo que formava el voladís a la planta baixa es va tancar i fou incorporat al comerç que ocupava els baixos de l'edifici. Al segle xviii en aquest cos també es va patir una important reforma, moment en què es daten la majoria de les obertures actuals, majoritàriament balcons ampitats ordenats en dos eixos verticals, tancats per barrots simples i helicoïdals de ferro forjat. A la primera planta també hi ha un balcó que respon a la tipologia de balcó que es va estandarditzar al segle xviii, tot consistint a ancorar una estructura metàl·lica en voladís, on es disposa un paviment de rajoles i una barana de ferro que combina els barrots llisos amb d'altres helicoïdals. La resta d'obertures responen a finestres quadrades de mida dissemblant, excepte dos elements excepcionals. Per un costat hi ha una finestreta lobulada formalment gòtica a la façana afrontada a la baixada de Santa Clara i per l'altre una finestra coronella, afegida possiblement en època moderna, a la banda del carrer de laFreneria.
L'origen medieval de l'edifici fou confirmat en una intervenció arqueològica realitzada l'any 1996 amb motiu de la seva rehabilitació. En el transcurs de l'excavació es va documentar la construcció de l'edifici actual fonamentant-se sobre restes més antigues, d'època tardoantiga i altmedieval. D'època moderna es van documentar diverses reformes de la casa com va ser l'ampliació d'aquesta cap a la paret que confronta amb el núm. 12 del carrer de la Freneria, el tancament del porxo i la pavimentació amb rajoles de tova i morter.